# Centrale thermique de Badalone-Sant Adrià
Les Trois Cheminées de Barcelone (Les Tres Xemeneies de Barcelona)
La centrale Thermique de Badalone-Sant Adrià est un édifice industriel qui se situe en Catalogne, sur le territoire des communes de Badalone et de Sant Adrià del Besòs, au bord de la mer Méditerranée, au nord du célèbre Parc del Fòrum de Barcelone. 
Connue sous le surnom des Trois Cheminées de Barcelone (en catalan : Tres Xemeneies de Barcelona), elle est devenue une icône brutaliste du paysage urbain de l'Aire métropolitaine de Barcelone.
La superficie qu’occupe cette centrale est de 115 000 m2. Elle appartient à l’entreprise Fecsa-Endesa.

## Combustibles
Cette centrale peut utiliser comme combustible du fioul ou du gaz naturel. Le fioul arrive dans la centrale grâce à des camions de 25 tonnes qui sont chauffés à 50 °C car le fioul doit être chaud pour pouvoir être pompé. Il est emmagasiné dans quatre citernes d’une capacité totale de 100 000 m3. Dans les citernes, le fioul est maintenu à 50 °C. Le gaz naturel arrive dans la centrale grâce à un gazoduc.

## Les différentes parties de la centrale
Cette centrale d’une puissance totale de plus de 1 400 MW (on ne connait pas la puissance de deux cheminées : sans ces deux cheminées la puissance de la centrale est de 1 394 MW) se compose de plusieurs bâtiments. Sont décrits ci-dessous trois grandes cheminées de la centrale, puis des cheminées Badalone I - Badalone II, de deux cheminées plus petites puis d’autres bâtiments.

## Les trois cheminées

### Description
Les trois cheminées servent à l'évacuation des résidus de combustion de trois chaudières qui activent trois turbines qui produisent chacune jusqu'à 350 MW, soit une puissance totale de 1 050 MW d'électricité. Elles ont été construites en 1972. Elles sont en béton. Le premier bloc est entré en service en 1973, le deuxième en 1974 et le troisième en 1976. Ils fonctionnent au gaz naturel et au fioul. Actuellement, seuls les blocs I et III sont utilisés.
Les cheminées mesurent 200 mètres de hauteur, ce qui fait qu’elles sont visibles à des kilomètres à la ronde, on les voit lorsqu’on arrive à Barcelone par l’autoroute ou en avion. Elles sont donc le symbole visuel de Badalone et de Sant Adrià del Besòs. Elles ont une forme unique pour des cheminées car chacune se compose d’un édifice de chaudière de 90 mètres de hauteur sur lequel il y a une cheminée de 110 mètres (voir les photos). Derrière les trois blocs, il y a un édifice de turbines long de 170 mètres et haut de 30 mètres. Entre les blocs 1 et 2, se trouve un édifice qui est la salle de contrôle de la centrale. Il mesure 23,65 mètres de hauteur.
Ces cheminées font partie des édifices les plus impressionnants de Catalogne par leur grandeur, et l'un des plus hauts bâtiments d’Espagne.

## Galerie

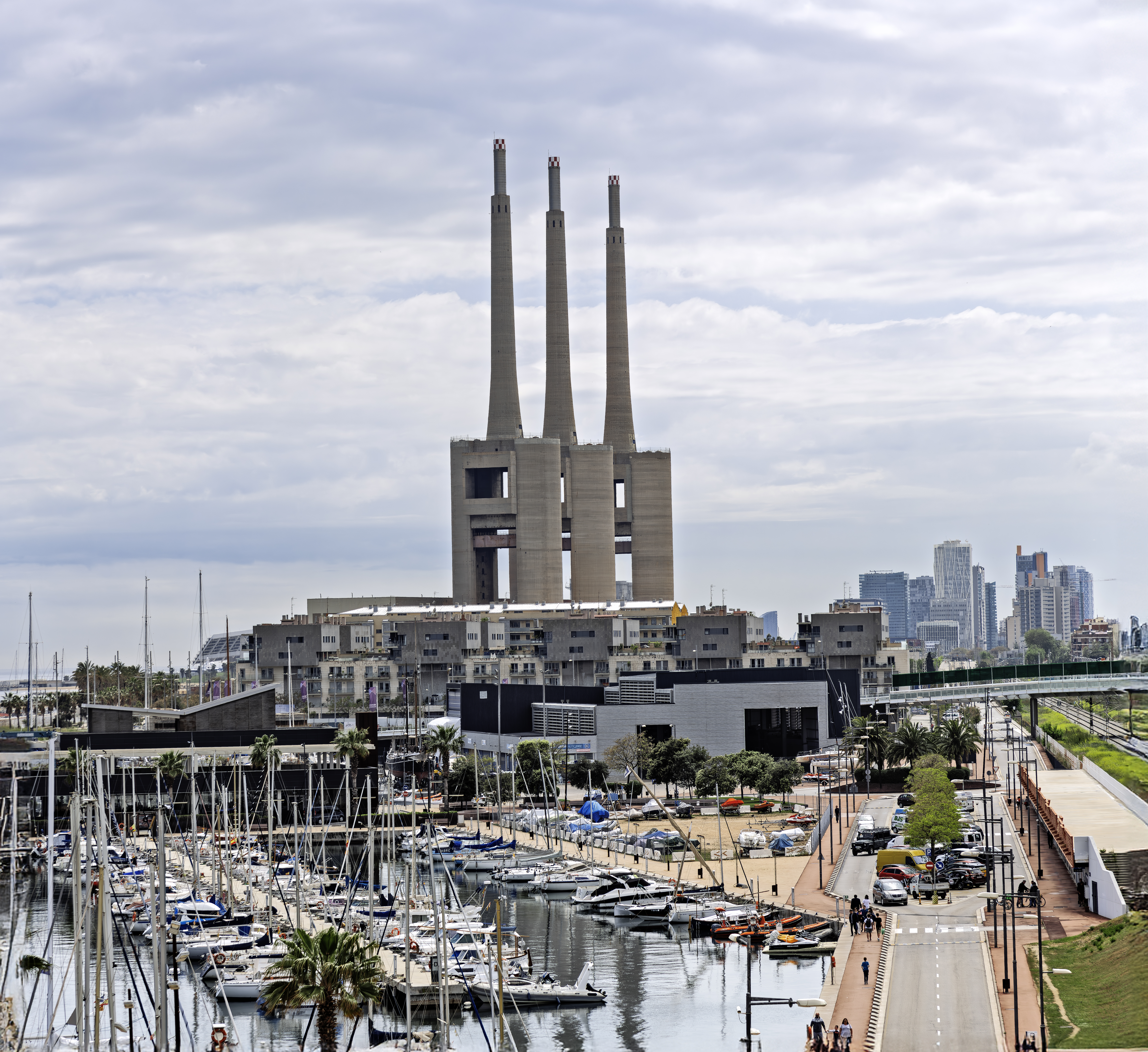
Le Port Fòrum, dans le Parc del Fòrum de Barcelone, et la centrale.
La centrale la nuit.
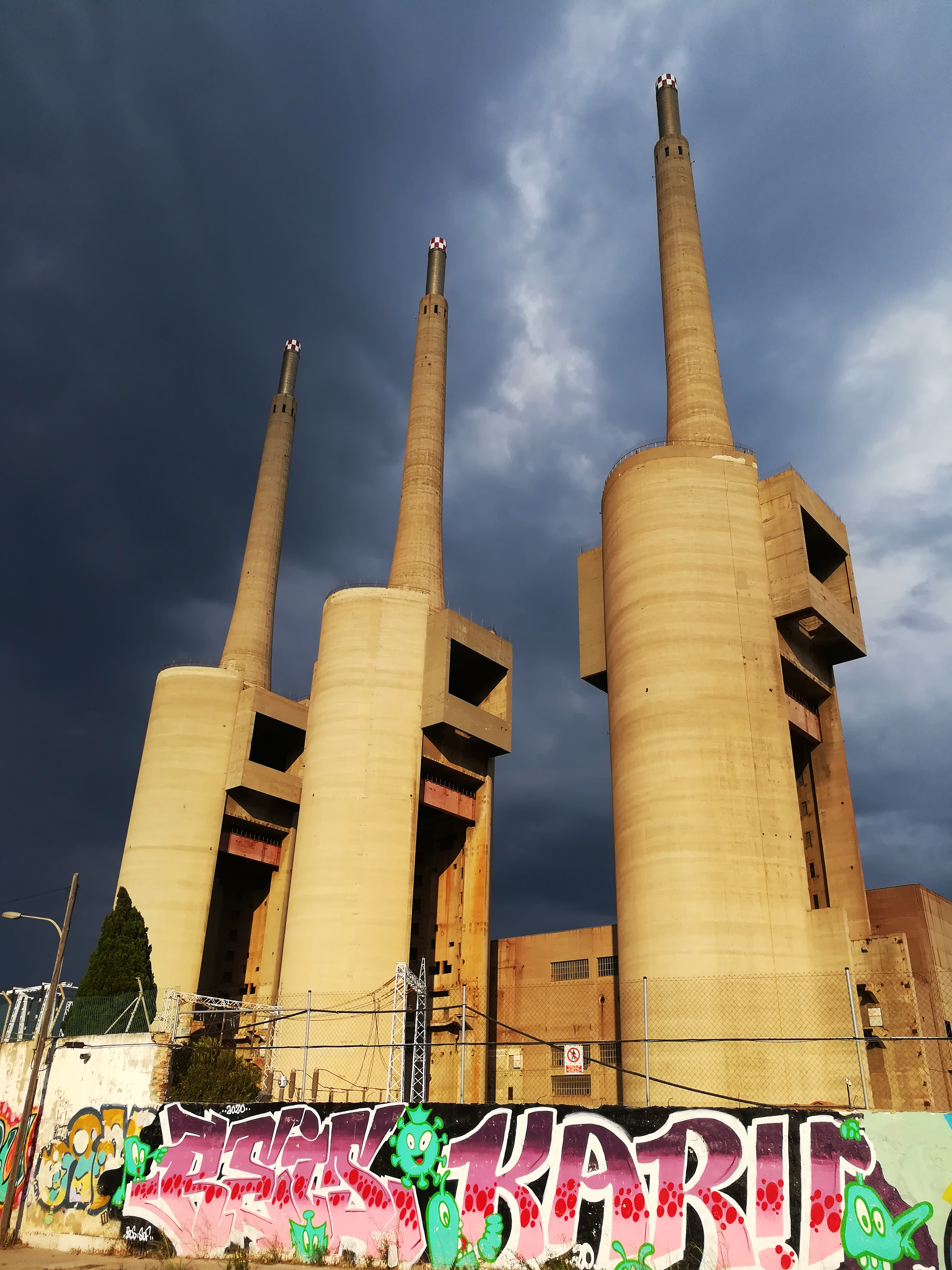
Les Trois cheminées (Les Tres Xemeneies ).
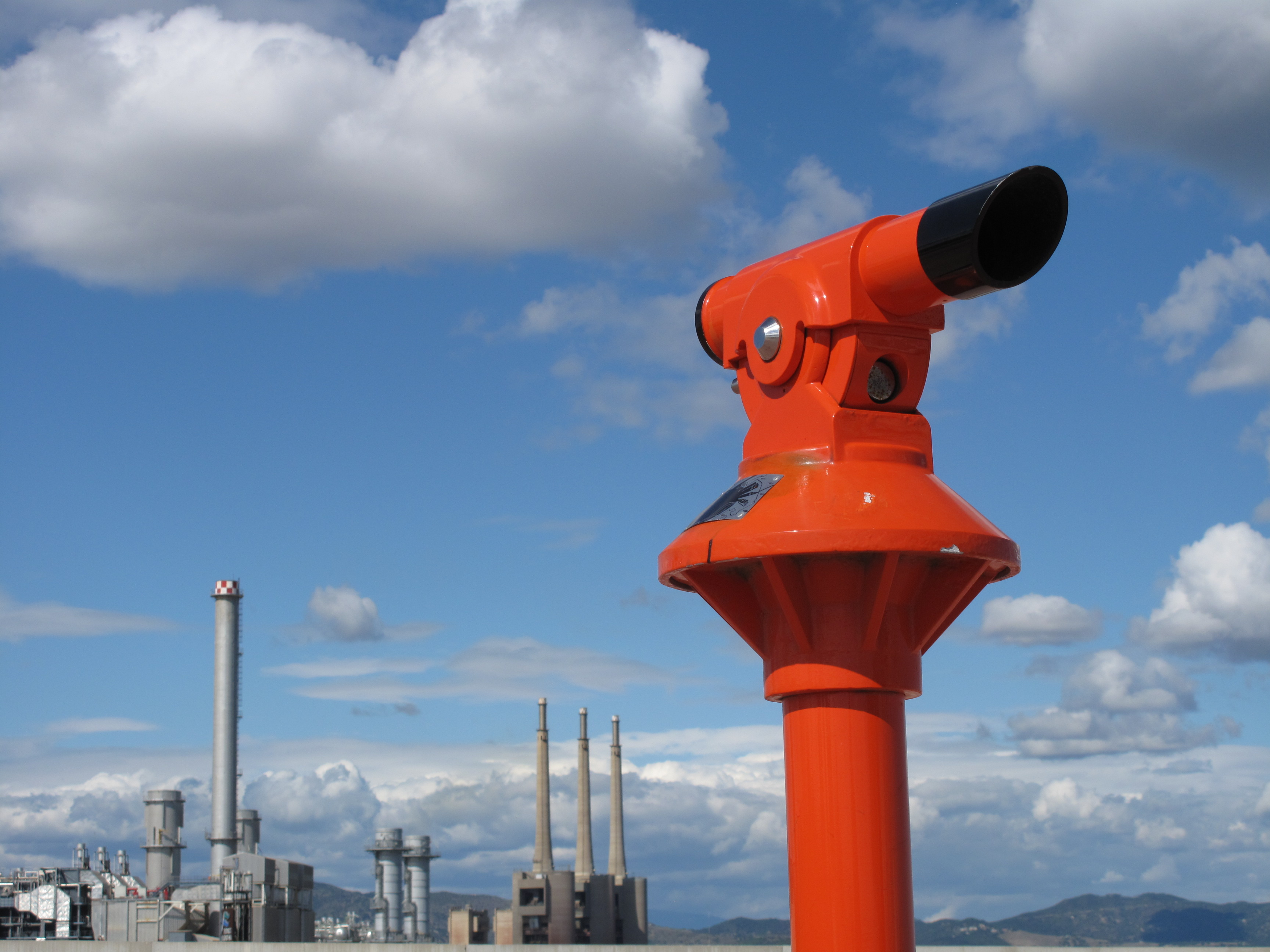
Les Trois cheminées, depuis le Parc del Fòrum de Barcelone. Au premier plan, l'une des sculptures Aquí hay tomate d'Eulàlia Valldosera.
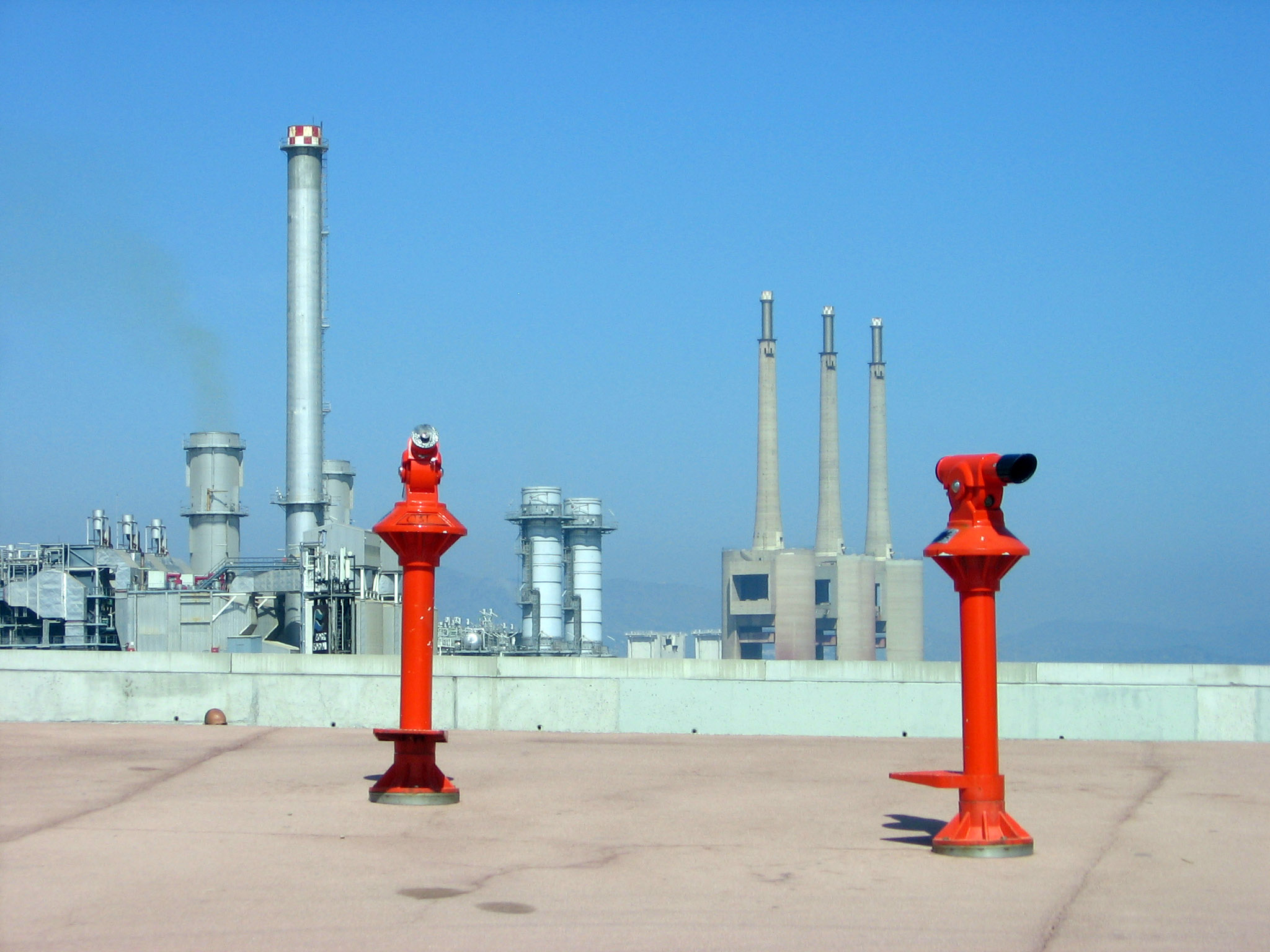
Les Trois cheminées, depuis le Parc del Fòrum de Barcelone, photographiées devant les sculptures Aquí hay tomate, œuvres d'Eulàlia Valldosera.

## Accès
Pour atteindre le sommet des cheminées, il faut entrer dans l’édifice des turbines et monter des escaliers. Ensuite, il faut emprunter un ascenseur qui monte à 71 mètres de hauteur à une vitesse de 6,5 m/s. À cette hauteur, les trois cheminées sont reliées par des passerelles permettant d’aller d’une cheminée à l’autre. Pour pouvoir aller plus haut, il faut grimper des escaliers qui mènent à 90 mètres de hauteur. Puis il faut escalader une échelle de 110 mètres pour pouvoir atteindre les 200 mètres de hauteur des cheminées.

## Badalone I - Badalone II
Badalone I - Badalone II (en catalan : Badalona I - Badalona II) sont deux cheminées qui produisent 344 MW (chacune en produit 172 MW). Elles ont été construites vers 1965/1967. Elles sont en béton. Ces deux blocs, Badalone I et Badalone II fonctionnent au fioul. Actuellement, ils ne sont plus utilisés.
Ces cheminées mesurent environ 87 mètres. Comme les Tres Xemeneies, ces cheminées ont une forme unique car chacune de celles-ci se compose d’un édifice de 80 mètres sur lequel il y a une petite cheminée de 7 mètres. Au sommet du bloc est (à 80 m), se trouve une antenne de 7 mètres. Au sommet du bloc ouest est écrit Fecsa en caractères géants de couleur jaune or. À 65 mètres de hauteur, une passerelle relie les cheminées l’une à l’autre.
Derrière ces blocs (au sud), se trouve un édifice (probablement un édifice de turbines) long de 180 mètres et haut de 25 mètres. À 80 mètres à l’est des blocs Badalona I et II se trouve une tour de 43 mètres qui est rattachée à l’édifice long de 180 mètres. Sur sa paroi Sud, il y a écrit Fecsa en lettres géantes blanches.
Les cheminées Badalone I et II sont très impressionnantes par leur forme massive mais elles impressionnent moins que les Tres Xemeneies.

## Les deux petites cheminées
Elles ont été construites en petites briques. On ne sait pas combien de mégawatts elles peuvent produire. Actuellement, elles sont inutilisées.
Ces deux cheminées se situent entre les cheminées Badalona I-II et la tour de 43 mètres qui a été citée un peu plus haut. À la base de la cheminée qui se situe le plus à l’est est écrite une date : 4/6/71. Probablement la date de la fin de la construction de ces deux cheminées. Elles mesurent 60 mètres, sur chaque cheminée, une échelle permet de monter au sommet.

## Autres

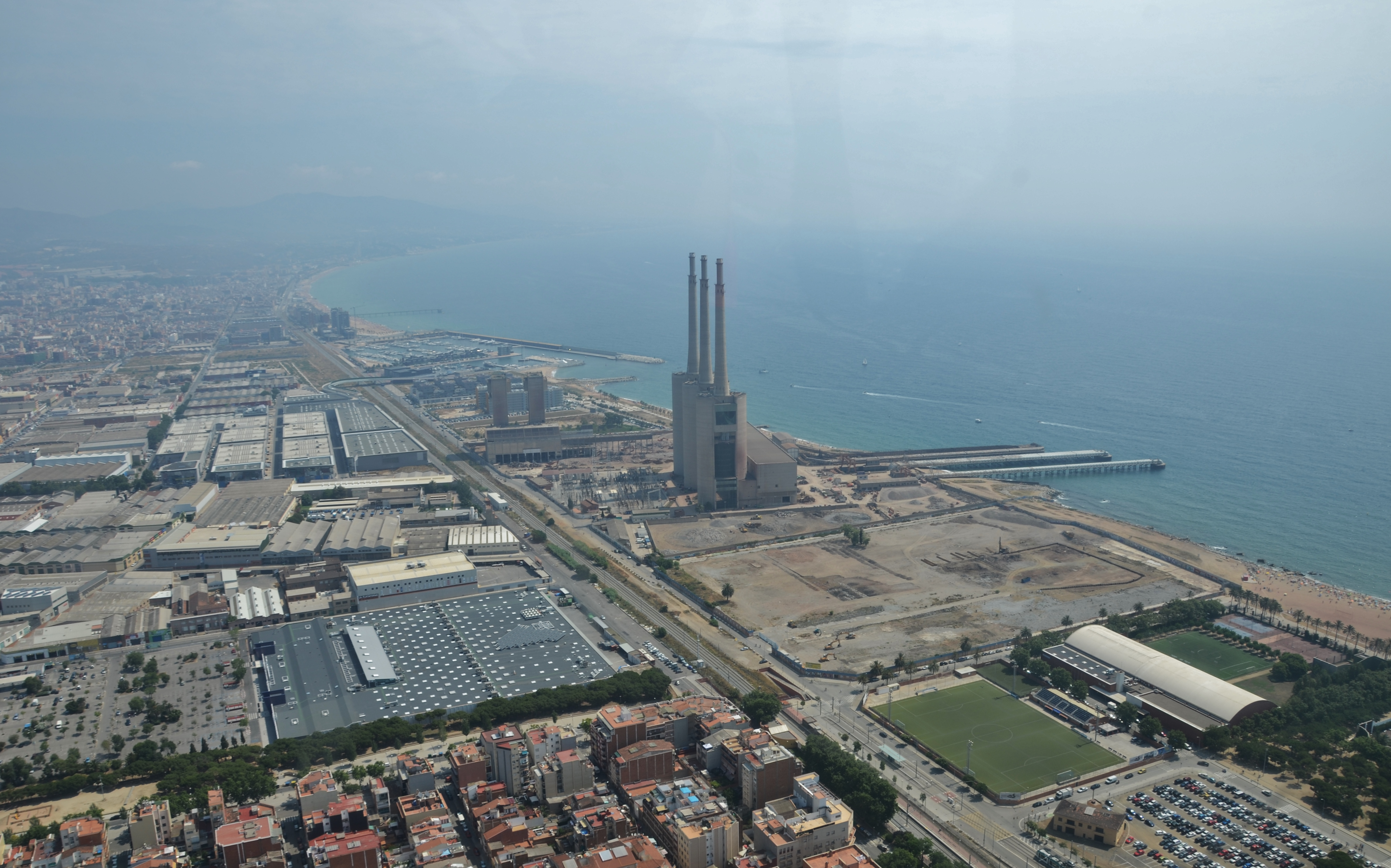
Vue aérienne du site, depuis le sud.

### Les citernes
Dans la centrale de Badalone-Sant Adrià, quatre grandes citernes permettent d’emmagasiner du fioul. Voici la capacité de ces citernes qui mesurent 15 mètres de haut :
- Citerne 1 : 35 000 m3
- Citerne 2 : 14 000 m3
- Citerne 3 : 18 000 m3
- Citerne 4 : 33 000 m3

### Les tubes
Elle comprend d'énormes tubes de 2 mètres de diamètre, longs de 250 mètres, qui se jettent dans la mer Méditerranée. Ils aspirent l’eau qui sert à refroidir la centrale.

## Le futur de la centrale
En 2011, la centrale s’arrête de fonctionner. Un référendum local décide de conserver la centrale, symbole de l’industrie en Catalogne qui fait partie de la skyline de la région de Barcelone.
Il est prévu que le site soit ouvert au public en 2024.